# Sabrina Esposito
Sabrina Esposito (Modena, 22 ottobre 1985) è una lottatrice italiana vincitrice della medaglia d'oro ai XVI Giochi del Mediterraneo nella categoria 59 kg.